# Lawrence megye (Mississippi)
Lawrence megye az Amerikai Egyesült Államokban, azon belül Mississippi államban található. Megyeszékhelye és legnagyobb városa Monticello. Lakosainak száma 12 016 fő (2020. április 1.). Lawrence megye Simpson, Walthall, Jefferson Davis, Marion, Lincoln és Copiah megyékkel határos.

## Népesség
A megye népességének változása:
| Lakosok száma | 12 903 | 12 641 | 12 557 | 12 514 | 12 622 | 12 016 |
|               | 2010   | 2011   | 2012   | 2013   | 2015   | 2020   |